# Boscotrecase
Boscotrecase is een Italiaanse gemeente, onderdeel van de metropolitane stad Napels, wat voor 2015 nog de provincie Napels was (regio Campanië) en telt 10.791 inwoners (31-12-2004). De oppervlakte bedraagt 7,5 km², de bevolkingsdichtheid is 1520 inwoners per km².

## Geografie
De gemeente ligt op ongeveer 86 m boven zeeniveau.
Boscotrecase grenst aan de volgende gemeenten: Boscoreale, Ercolano, Ottaviano, Terzigno, Torre Annunziata, Torre del Greco, Trecase.

## Geboren
- Giuseppe Prisco (1833-1923), aartsbisschop en kardinaal